# Sigatica
Sigatica is een geslacht van weekdieren uit de klasse van de Gastropoda (slakken).

## Soorten
- Sigatica bathyraphe (Pilsbry, 1911)
- Sigatica carolinensis (Dall, 1889)
- Sigatica cubana Espinosa, Ortea & Fernández-Garcés, 2007
- Sigatica pomatiella (Melvill, 1893)
- Sigatica semisulcata (Gray, 1839)